# زنبق غربی
زنبق غربی یک آهنگ محلی ایرلندی است که امروزه بیشتر به عنوان یک آهنگ محلی آمریکایی شناخته می‌شود. نسخه آمریکایی دربارهٔ مردی است که به لوئیزویل سفر می‌کند و عاشق زنی به نام مری، فلورا یا مولی، همان لیلی غرب می‌شود. او ماری را که به او خیانت نمی‌کند، گرفت و در خشم عصبانیت، مردی را که با او است چاقو زد، و سپس زندانی شد. با وجود این، او خودش را هنوز عاشق او می‌بیند. در نسخه اصلی، لیلی در دفاع از خود شهادت می‌دهد و او آزاد می‌شود، هرچند آنها رابطه خود را از سر نمی‌گیرند.
بخش اول شعر به شرح زیر است:
| « | وقتی برای اولین بار به لوئیزویل آمدم، برای پیدا کردن یک لذت آنجا دختری که از لکسینگتون در آنجا حضور داشت برای ذهن من خوشایند بود گونه‌های گلگونش، لب‌های یاقوتی، مانند تیرها سینه مرا سوراخ کرده‌است و نام او فلورا، زنبق غربی بود | » |

ترجیع بند این شعر «فلورا، زنبق غربی» است.

## آهنگ ایرلندی
این آهنگ اغلب به عنوان استعاره ای از انگلیسی، اسکاتلندی-ایرلندی و به‌طور کلی تجربه انگلیسی و ایرلندی در غرب اوایل و استعمار غرب تفسیر می‌شود، با اشاره به تجربیات قبلی خود در حاشیه ایرلند، اسکاتلند و مرزها.
اولین ضبط Chieftains از این آهنگ، از آلبوم The Long Black Veil با خوانندگی مارک نافلر در اواسط سال ۱۹۹۰، در ایرلند تنظیم شده‌است. یک ضبط بعدی توسط The Chieftains و Rosanne Cash از آلبوم The Chieftains بیشتر در جاده Old Plank Road، با آزادی مرد و سفر در اقیانوس اطلس برای «عبور از ایرلند قدیمی و سفر به اسکاتلند» پایان می‌یابد. علی‌رغم ترک آمریکا، او دریافت که هنوز عاشق و از نظر ذهنی زنی است که در این نسخه با نام فلورا شناخته می‌شود.

## انواع و هجوها
در "نسخه‌های گردآوری شده از آواز! مجله آهنگ‌های عامیانه جلدهای ۷–۱۲، در سال‌های ۱۹۶۴–۱۹۷۳ (در صفحه ۶، قبل از نت و متن آهنگ)، گفته شده‌است:
«این تصنیف قدیمی در طول قرن‌ها با استفاده از سنت چاپی و شفاهی زنده مانده‌است. این ترانه در اصل تصنیف خیابانی انگلیسی (یا بورساید) بود، به ویژه در ایالات متحده توسط خوانندگان سالن و چاپگران تصنیف محبوب شد. در طول قرن نوزدهم در سراسر کشور شناخته شده بود و به مرور، بخشی از میراث عامیانه شد. محبوبیت آن به حدی بود که در کانزاس، مجریان محلی از این آهنگ برای تمسخر استفاده می‌کردند:»
| « | همه افراد بنگاه اقتصادی که تمایل به پرسه زدن دارید بیایید آن سوی می‌سی‌سی‌پی برای جستجوی خانه ای دلپذیر. دعا کنید توصیه یک پیشگام را بخوانید، من بهترین‌ها را به شما نشان می‌دهم - منظورم ایالت کانزاس، زنبق غربی است | » |